# Golfový vozík

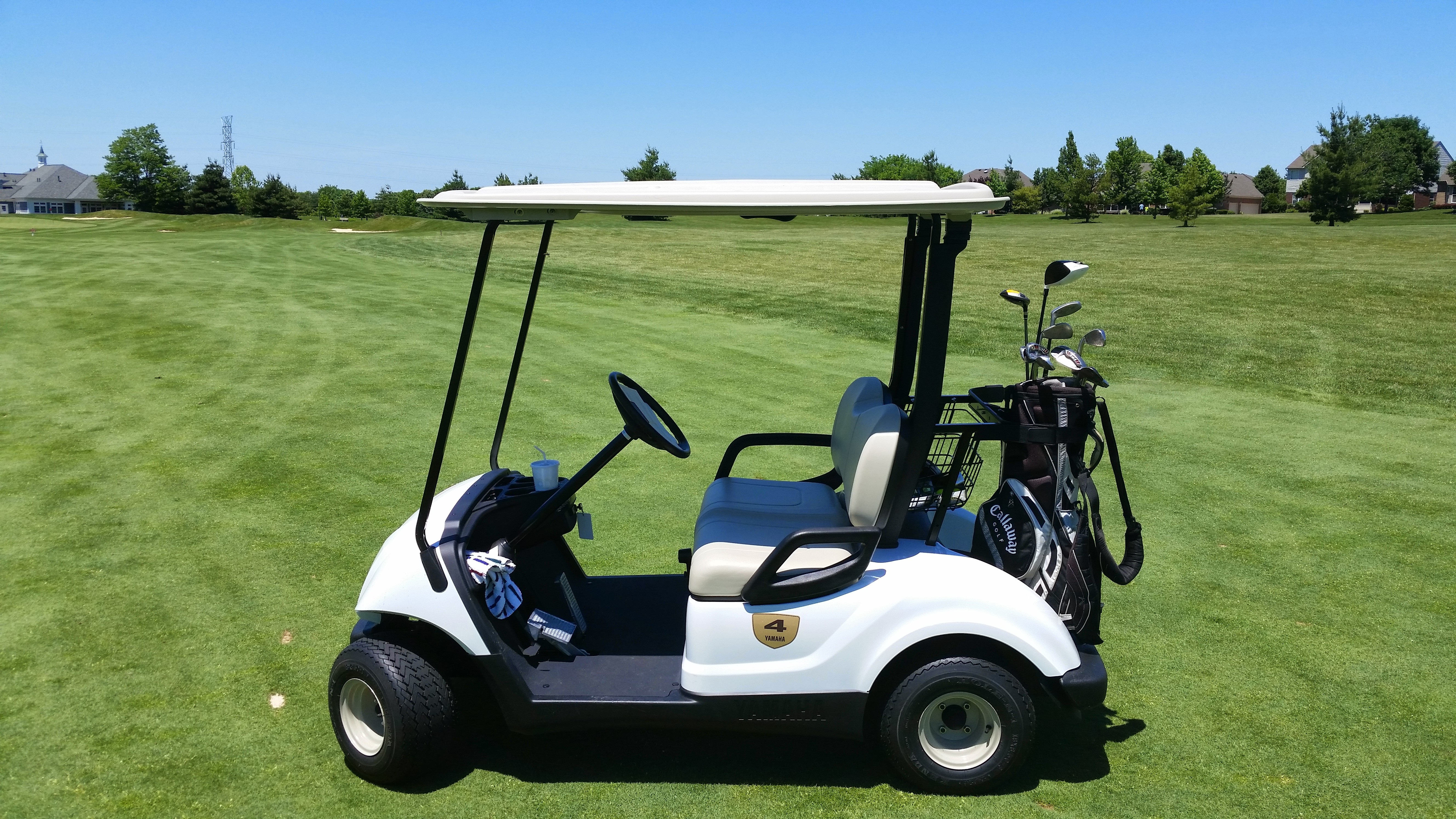
Golfový vozík na golfovém hřišti

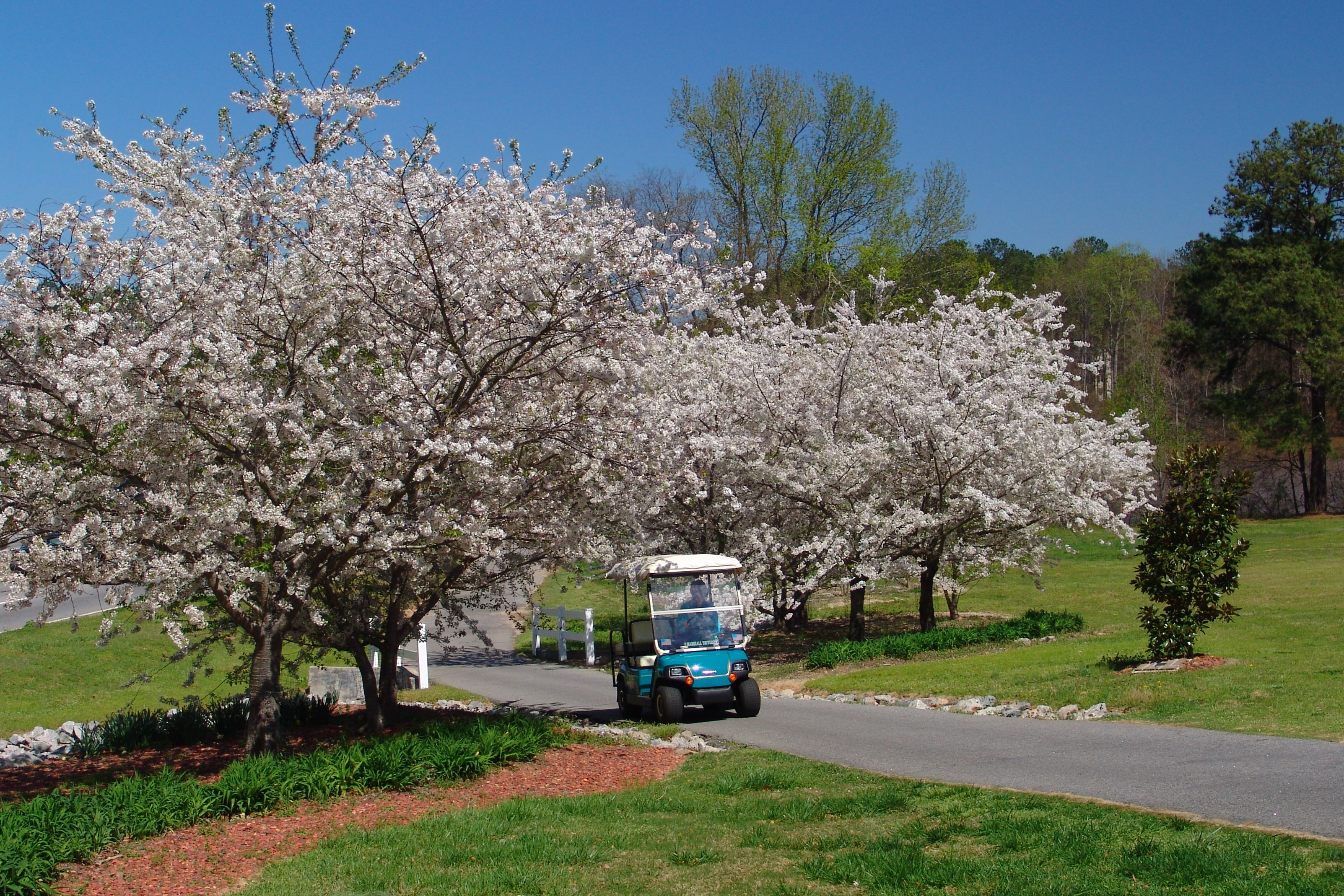
Golfový vozík na stezce v Peachtree City

Golfový vozík je malé motorizované vozidlo (obvykle elektrické) určené pro přepravu golfistů a golfového náčiní po golfových resortech a hřištích. Golfové vozíky byly poprvé představeny v USA již ve 30. letech 20. století, k jejich většímu rozšíření ovšem došlo až v letech 50. a 60. Původní vozíky byly určené jen pro dva golfisty, později se ovšem začaly objevovat i vozíky větší.
Golfové vozíky slouží také jako dopravní prostředek v některých rekreačních rezortech. Města Peachtree City a The Villages v USA mají celou síť stezek pro golfové vozíky, protože je místní lidé využívají jako svůj hlavní dopravní prostředek.
Největšími výrobci golfových vozíků jsou společnosti Club Car, E-Z-GO a Yamaha. 